# Gnamptogenys cribrata
Gnamptogenys cribrata é uma espécie de formiga do gênero Gnamptogenys.